# HMS Revenge (1892)
El HMS Revenge fue uno de los siete acorazados pre-dreadnought de la clase Royal Sovereign construidos para la Marina Real Británica durante la década de 1890. Pasó gran parte de su carrera temprana como buque insignia del Flying Squadron y en la Flota del Mediterráneo, la Home Fleet y la Flota del Canal. El Revenge fue asignado al Escuadrón Internacional que bloqueaba Creta durante la revuelta de 1897-1898 allí contra el Imperio Otomano. Fue colocado en reserva a su regreso a casa en 1900, y luego fue asignado brevemente como barco de la guardia costera antes de unirse a la Home Fleet en 1902. El barco se convirtió en un barco de entrenamiento de artillería en 1906 hasta que fue dado de baja en 1913.
El Revenge fue puesto nuevamente en servicio al año siguiente, tras el inicio de la Primera Guerra Mundial  para bombardear la costa de Flandes como parte de la Patrulla Dover, durante la cual fue alcanzado cuatro veces, pero no sufrió daños graves. Se le instalaron protuberancias antitorpedos a principios de 1915, siendo el primer barco en estar equipado con ellas de forma operativa. El barco fue rebautizado como Redoubtable más tarde ese año y fue reacondicionado como barco de alojamiento a finales de año. Siendo el último miembro superviviente de su clase, el barco fue vendido como chatarra en noviembre de 1919.